# Scythrophrys sawayae
Scythrophrys sawayae is een kikker uit de familie Leptodactylidae. Het is de enige soort uit het monotypische geslacht Scythrophrys. De soort werd voor het eerst wetenschappelijk beschreven door Doris Mable Cochran in 1953. Oorspronkelijk werd de wetenschappelijke naam Zachaenus sawayae gebruikt.
De soort komt voor in Zuid-Amerika en is endemisch in Brazilië. De habitat bestaat uit bossen, in open gebieden wordt de kikker niet aangetroffen. Het is een bodembewonende soort die leeft in vochtige omstandigheden.
Onderfamilie Leiuperinae

Edalorhina · Engystomops · Physalaemus · Pleurodema ·  Pseudopaludicola

Onderfamilie Leptodactylinae

Adenomera · Hydrolaetare · Leptodactylus · Lithodytes

Onderfamilie Paratelmatobiinae

Crossodactylodes · Paratelmatobius · Rupirana · Scythrophrys